# Hoplothrips ulmi
Hoplothrips ulmi är en insektsart som först beskrevs av Fabricius 1781.  Hoplothrips ulmi ingår i släktet Hoplothrips, och familjen rörtripsar. Arten är reproducerande i Sverige.